# فرد هامل
فرد هامل (بالإنجليزية: Fred Hamel)‏ هو لاعب كرة قدم ومدرب كرة قدم أمريكي، ولد في 2 فبراير 1962 في سياتل في الولايات المتحدة. لعب مع سان خوزيه إيرث كويكس.